# Syconycteris
Syconycteris är ett släkte av däggdjur. Syconycteris ingår i familjen flyghundar.

## Beskrivning
Dessa flyghundar förekommer på Nya Guinea, i norra Australien, på Moluckerna och på några mindre öar i samma region. Habitatet utgörs främst av skogar i låglandet och i bergstrakter upp till 2850 meter över havet. Syconycteris hobbit hittades bara i bergstrakter.
Syconycteris carolinae är med en kroppslängd (huvud och bål) av 8 till 10 cm och en vikt av 35 till 47 gram den största arten i släktet. De andra två arterna blir bara 5 till 7,5 cm långa och 11,5 till 25 gram tunga. Svansen är bara en stubbe hos alla tre arter. Pälsens färg varierar mellan gråbrun, rödbrun och mörkbrun. Buken är oftast ljusare. Arterna skiljer sig främst i detaljer av tändernas konstruktion från närbesläktade flyghundar.
Individerna vilar ensam eller i små grupper och födosöket sker allmänt någon kilometer från viloplatsen. Arterna äter främst pollen och nektar samt ibland frukternas juice. Honor kan troligen para sig hela året och per kull föds oftast en unge.
IUCN listar Syconycteris australis som livskraftig (LC) och de andra två som sårbar (VU).

## Taxonomi
Arter enligt Catalogue of Life och Wilson & Reeder (2005):
- Syconycteris australis
- Syconycteris carolinae
- Syconycteris hobbit